# Krzysztof Stelmach
Pour les articles homonymes, voir Stelmach.
Krzysztof Stelmach est un ancien joueur désormais entraîneur polonais de volley-ball né le 11 novembre 1967 à Świebodzice (voïvodie de Basse-Silésie). Il mesure 1,98 m et jouait réceptionneur-attaquant. Il totalise 274 sélections en équipe de Pologne.

## Biographie
Il est le frère d'Andrzej Stelmach, joueur international polonais de volley-ball (passeur, 306 sélections).

## Clubs

### Joueur
| Club                     | De        | À         |
| ------------------------ | --------- | --------- |
| AZS Częstochowa          | 1986-1987 | 1990-1991 |
| Piemonte Volley          | 1991-1992 | 1991-1992 |
| Galileo Giovolley        | 1992-1993 | 1992-1993 |
| VBA Olimpia Sant'Antioco | 1993-1994 | 1993-1994 |
| Piemonte Volley          | 1994-1995 | 1994-1995 |
| Pallavolo Padoue         | 1995-1996 | 1998-1999 |
| Pallavolo Ancône         | 1999-2000 | 2002-2003 |
| Pallavolo Padoue         | 2003-2004 | 2004-2005 |
| Skra Bełchatów           | 2005-2006 | 2007-2008 |

### Entraîneur
| Club                     | De        | À         |
| ------------------------ | --------- | --------- |
| ZAKSA Kędzierzyn-Koźle   | 2008-2009 | 2011-2012 |
| AZS Olsztyn              | 2013-2014 | 2013-2014 |
| BBTS Bielsko-Biała       | 2015-2016 | 2015-2016 |
| Skra Bełchatów (adjoint) | 2016-2017 | 2016-2017 |
| AZS Częstochowa          | 2017-2018 | 2017-2018 |
| AZS PWSZ Nysa            | 2018-     |           |

## Palmarès

### Joueur

#### Club
- Championnat de Pologne (4)
  - Vainqueur : 1990, 2006, 2007, 2008
  - Finaliste : 1991
- Coupe de Pologne (2)
  - Vainqueur : 2006, 2007
  - Finaliste : 1991

#### Distinctions individuelles
- Meilleur joueur de la coupe de Pologne 2006

### Entraîneur
Néant